# Dimale
Dimale era una antigua ciudad de Iliria, situada en el territorio de la tribu de los partenios, al este de la antigua colonia griega de Apolonia de Iliria, cerca del moderno Krorinë, condado de Berat, Albania. La ciudad tenía un origen incierto, griego o ilirio.

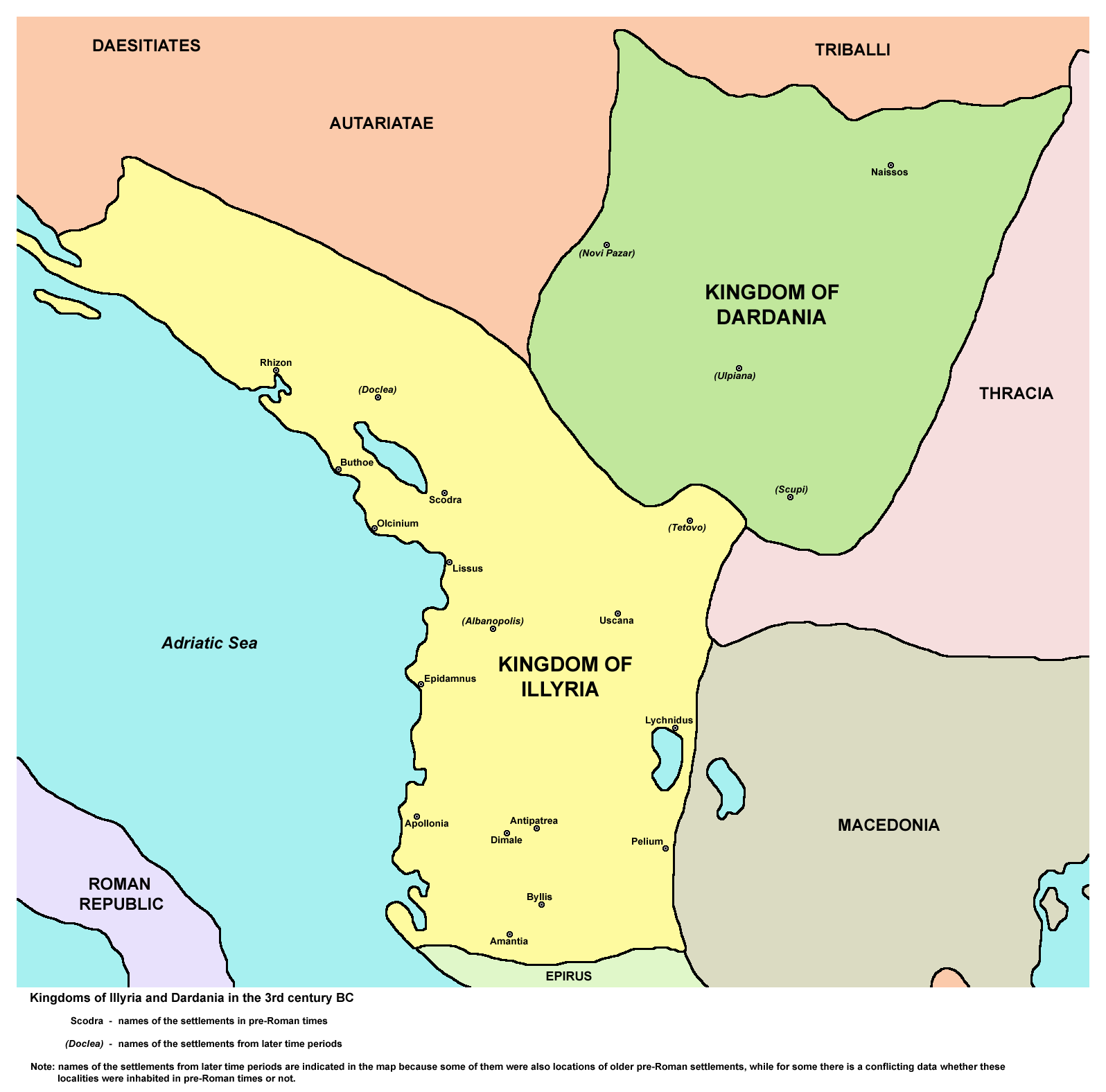
Antiguo reino de Iliria

### Historia
NGL Hammond creía que Dimale fue fundada por el rey Pirro de Epiro o por colonos de la cercana colonia griega de Apolonia. MB Hatzopoulos cree que el nombre no griego de la ciudad, la falta de leyendas griegas fundadoras asociadas con él y la onomástica mixta (griega colonial, griega de Epiro, no griega) de sus habitantes crea la impresión de que Dimale no tenía carácter griego desde el principio, sino que originalmente era un asentamiento partino que fue helenizado bajo la influencia de Epiro y Apolonia. Aunque, la ciudad está frecuentemente vinculada con los Parthini en varias fuentes, nunca se declaró expllícitamente que era una ciudad de esa tribu.
Durante la Segunda Guerra de IIiria en el 219 a. C., Demetrio de Faros, después de expulsar a todos sus oponentes de IIiria de Dimale, fortificó la ciudad contra un inminente ataque romano y se fue a defender Faros. La fortaleza de Dimale era considerada invencible, los romanos, bajo el mando de Lucio Emilio Paulo capturaron la ciudad en un asedio de siete días con ayuda local y el último vuelo a Macedonia. Dimale entró en una relación amistosa con Roma. Durante la primera guerra de Macedonia, en 213 o 212 Ac, Filipio V  de Macedonia tomó el poder de la ciudad, pero al poco falleció. Filipo V abandonó la ciudad en el tratado de paz entre Roma y Macedonia en Phoenice en 205 a. C.

### Consecuencias y constitución

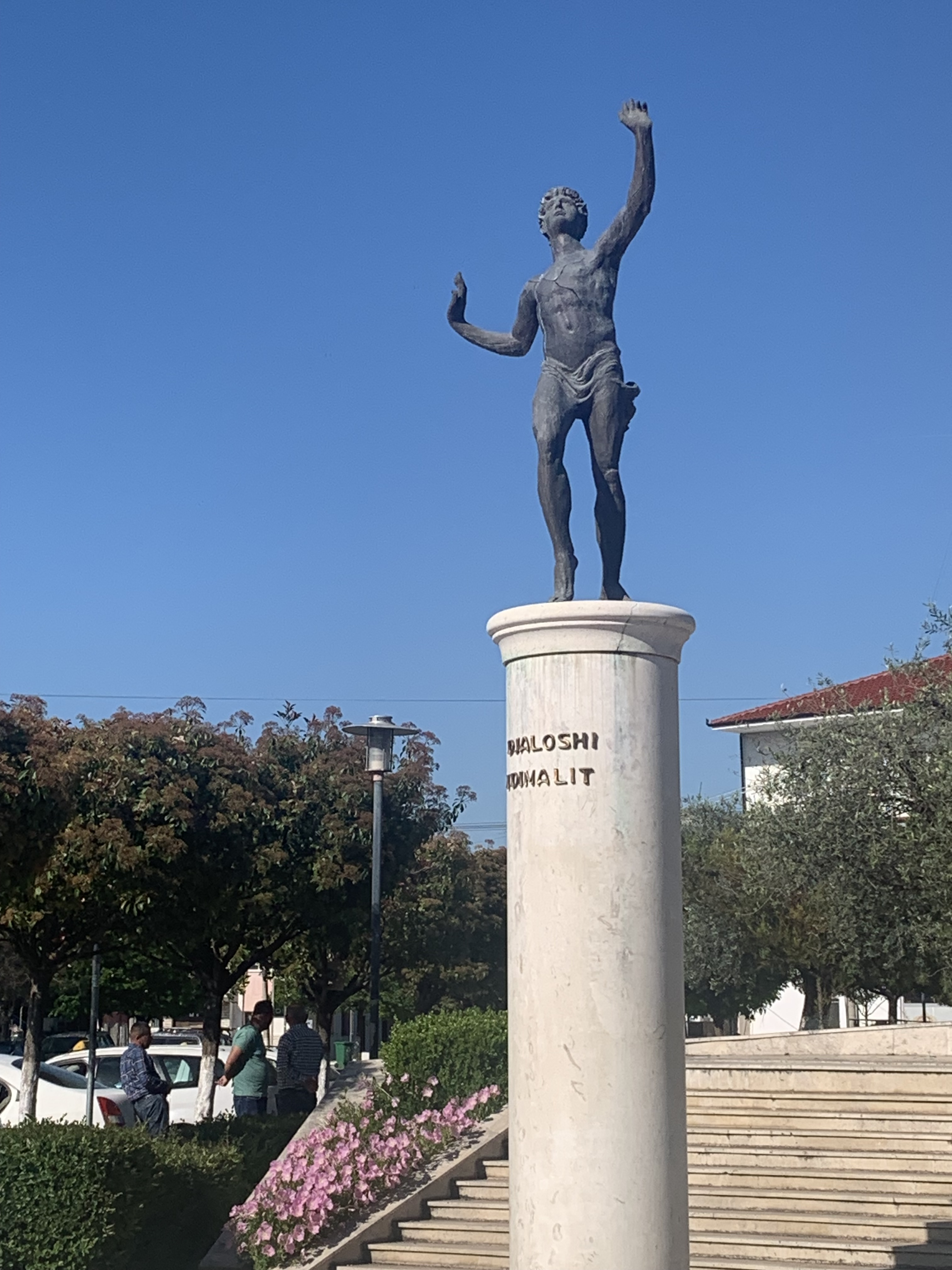
Estatua del Niño de Dimale

La identidad del sitio con la ciudad antigua se hizo posible gracias al descubrimiento de aceras antiguas estampadas con la palabra DIMALLITAN en el Noroeste o Griego Dórico. La epigrafía de Dimale menciona varias oficinas griegas como prytanis, grammateus y phylarchos, así como una sola dedicación a Febo. La ciudad albergaba una serie de esculturas, típicas del estilo arquitectónico griego antiguo, como un stoa.